# Düsseldorfer Turn- und Sportverein Fortuna 1895 1986-1987
Questa voce raccoglie le informazioni riguardanti il Düsseldorfer Turn- und Sportverein Fortuna 1895 nelle competizioni ufficiali della stagione 1986-1987.

## Stagione
Nella stagione 1986-1987 il Fortuna Düsseldorf, allenato da Dieter Brei e Gerd Meyer, concluse il campionato di Bundesliga al 17º posto. In Coppa di Germania il Fortuna Düsseldorf fu eliminato in semifinale dal Kickers Stoccarda.

## Rosa
| N. |                     | Ruolo | Calciatore         |
| -- | ------------------- | ----- | ------------------ |
| 1  | Germania (bandiera) | P     | Frank Kirn         |
|    | Germania (bandiera) | P     | Rudolf Kargus      |
|    | Germania (bandiera) | P     | Jörg Schmadtke     |
|    | Germania (bandiera) | D     | Sven Backhaus      |
|    | Germania (bandiera) | D     | Manfred Bockenfeld |
|    | Germania (bandiera) | D     | Holger Fach        |
|    | Germania (bandiera) | D     | Dietmar Grabotin   |
|    | Germania (bandiera) | D     | Werner Jakobs      |
|    | Germania (bandiera) | D     | Wolfgang Koth      |
|    | Polonia (bandiera)  | D     | Rudolf Wójtowicz   |
|    | Germania (bandiera) | C     | Michael Blättel    |
|    | Germania (bandiera) | C     | Ralf Dusend        |

| N. |                      | Ruolo | Calciatore         |
| -- | -------------------- | ----- | ------------------ |
|    | Germania (bandiera)  | C     | Andreas Kaiser     |
|    | Germania (bandiera)  | C     | Andreas Keim       |
|    | Germania (bandiera)  | C     | Andreas Kremers    |
|    | Germania (bandiera)  | C     | Dirk Krümpelmann   |
|    | Galles (bandiera)    | C     | Dean Thomas        |
|    | Germania (bandiera)  | C     | Josef Weikl        |
|    | Germania (bandiera)  | C     | Gerd Zewe          |
|    | Germania (bandiera)  | A     | Karl Del'Haye      |
|    | Germania (bandiera)  | A     | Sven Demandt       |
|    | Danimarca (bandiera) | A     | Henrik-Ravn Jensen |
|    | Germania (bandiera)  | A     | Michael Preetz     |

## Organigramma societario
Area tecnica
- Allenatore: Gerd Meyer
- Allenatore in seconda:
- Preparatore dei portieri:
- Preparatori atletici:

## Calciomercato

### Sessione estiva
| Acquisti | Acquisti           | Acquisti           | Acquisti |
| R.       | Nome               | da                 | Modalità |
| -------- | ------------------ | ------------------ | -------- |
| C        | Michael Blättel    | Saarbrücken        |          |
| A        | Henrik-Ravn Jensen | Vejle              |          |
| P        | Rudolf Kargus      | Karlsruhe          |          |
| C        | Dirk Krümpelmann   | SC Düsseldorf-West |          |
| D        | Rudolf Wójtowicz   | Bayer Leverkusen   |          |

| Cessioni | Cessioni         | Cessioni            | Cessioni |
| R.       | Nome             | a                   | Modalità |
| -------- | ---------------- | ------------------- | -------- |
| D        | Michael Bunte    | Augusta             |          |
| A        | Hasse Holmqvist  | Hammarby            |          |
| D        | Günter Kuczinski | Hessen Kassel       |          |
| A        | Günter Thiele    | Borussia M'gladbach |          |

### Sessione invernale
| Acquisti | Acquisti | Acquisti | Acquisti |
| R.       | Nome     | da       | Modalità |
| -------- | -------- | -------- | -------- |

| Cessioni | Cessioni | Cessioni | Cessioni |
| R.       | Nome     | a        | Modalità |
| -------- | -------- | -------- | -------- |

## Risultati

### Bundesliga

#### Girone di andata
| Arbitro: | Wiesel |

|                                                     |           |  |
| Smolarek 3’, 64’ Kraus 9’ Mitchell 44’ Berthold 58’ | Marcatori |  |

| Arbitro: | Barnick |

|  |           |                           |
|  | Marcatori | 68’, 89’ Mathy 77’ Brehme |

| Arbitro: | Boos |

|                                                         |           |  |
| Hinterberger 17’ Cha 43’ Götz 58’ Schreier 70’ Waas 84’ | Marcatori |  |

| Arbitro: | Mierswa |

|                        |           |  |
| Preetz 34’ Demandt 42’ | Marcatori |  |

| Arbitro: | Gabor |

|                                            |           |          |
| Wójcicki 71’ (rig.) Schäfer 84’ Buncol 86’ | Marcatori | 49’ Keim |

| Arbitro: | Broska |

|                |           |                  |
| Bockenfeld 81’ | Marcatori | 28’ (rig.) Kuntz |

| Arbitro: | Kriegelstein |

|                                           |           |  |
| Merkle 4’ Allgöwer 42’ (rig.), 80’ (rig.) | Marcatori |  |

| Arbitro: | Neuner |

|                                      |           |                                              |
| Blättel 3’ Bockenfeld 49’ Dusend 67’ | Marcatori | 7’ Thon 13’ Wegmann 43’ Dierßen 45’ Schipper |

| Arbitro: | Jupe |

|                                   |           |                 |
| Mill 15’ Zorc 44’, 72’ Dickel 87’ | Marcatori | 30’ (rig.) Fach |

| Arbitro: | Zimmermann |

|                           |           |            |
| Jensen 1’, 28’ Preetz 69’ | Marcatori | 6’ Mattern |

| Arbitro: | Heitmann |

|  |           |                                |
|  | Marcatori | 3’ Allofs 44’, 67’, 85’ Allofs |

| Arbitro: | Brückner |

|                                                 |           |                                  |
| Reuter 14’ (rig.) Eckstein 18’, 83’ Stenzel 73’ | Marcatori | 49’, 52’ Jensen 86’ (rig.) Weikl |

| Arbitro: | Dellwing |

|                                  |           |                               |
| Dusend 14’ Jensen 38’ Preetz 78’ | Marcatori | 13’ (rig.) Kaltz 81’ Plessers |

| Arbitro: | Brehm |

|                                  |           |            |
| Schupp 11’ Kohr 21’ Hartmann 40’ | Marcatori | 62’ Preetz |

| Arbitro: | Schäfer |

|                  |           |            |
| Weikl 38’ (rig.) | Marcatori | 82’ Dreßen |

| Arbitro: | Reinstädtler |

|                                                             |           |                            |
| Völler 3’, 42’ Burgsmüller 22’ Schaaf 50’ Kutzop 80’ (rig.) | Marcatori | 60’ Thomas 88’ Krümpelmann |

| Arbitro: | Föckler |

|  |           |                                                |
|  | Marcatori | 18’ Woelk 53’ Wegmann 80’ Benatelli 90’ Schulz |

#### Girone di ritorno
| Arbitro: | Theobald |

|                                    |           |                                     |
| Jensen 30’ Blättel 42’ Demandt 74’ | Marcatori | 15’ Biernat 63’ Berthold 85’ Krämer |

| Arbitro: | Wittke |

|                                      |           |  |
| Matthäus 53’ Pflügler 58’ Hoeneß 64’ | Marcatori |  |

| Arbitro: | Neuner |

|                       |           |                                  |
| Kaiser 38’ Thomas 66’ | Marcatori | 4’, 28’ (rig.) Schreier 84’ Kohn |

| Arbitro: | Scheuerer |

|                   |           |            |
| Walter 14’ (rig.) | Marcatori | 27’ Jensen |

| Arbitro: | Osmers |

|            |           |  |
| Preetz 59’ | Marcatori |  |

| Arbitro: | Tritschler |

|                                      |           |           |
| Funkel 16’, 34’ Funkel 43’ Kuntz 82’ | Marcatori | 9’ Thomas |

| Arbitro: | Matheis |

|            |           |  |
| Dusend 28’ | Marcatori |  |

| Arbitro: | Assenmacher |

|                                                    |           |                             |
| Jakobs 51’ Thon 59’ (rig.) Bistram 74’ Wegmann 89’ | Marcatori | 63’ (rig.) Weikl 65’ Kaiser |

| Arbitro: | Bruch |

|  |           |                              |
|  | Marcatori | 6’, 44’ Mill 67’, 70’ Dickel |

| Arbitro: | Schmidhuber |

|            |           |                        |
| Riedle 11’ | Marcatori | 30’ Kaiser 32’ Demandt |

| Arbitro: | Zimmermann |

|            |           |  |
| Allofs 45’ | Marcatori |  |

| Arbitro: | Umbach |

|           |           |           |
| Dusend 1’ | Marcatori | 28’ Giske |

| Arbitro: | Boos |

|                                             |           |            |
| Okoński 9’ Lux 29’ von Heesen 75’ Kastl 84’ | Marcatori | 2’ Demandt |

| Arbitro: | Jupe |

|           |           |                          |
| Weikl 80’ | Marcatori | 20’, 87’ Kohr 30’ Wuttke |

| Arbitro: | Kruse |

|                                                        |           |            |
| Hochstätter 10’ Borowka 35’ Weikl 46’ (aut.) Bruns 71’ | Marcatori | 89’ Dusend |

| Arbitro: | Wittke |

|                      |           |            |
| Dusend 5’ Thomas 35’ | Marcatori | 71’ Völler |

| Arbitro: | Kautschor |

|                         |           |                                 |
| Wegmann 62’ Fischer 72’ | Marcatori | 51’ Bockenfeld 89’ (rig.) Weikl |

### Coppa di Germania
| Arbitro: | Amerell |

|  |           |                      |
|  | Marcatori | 64’ Weikl 84’ Preetz |

| Arbitro: | Schmidhuber |

|                        |           |         |
| Dusend 40’ Preetz 104’ | Marcatori | 9’ Waas |

| Arbitro: | Theobald |

|                                      |           |  |
| Dusend 70’ Preetz 88’ Bockenfeld 90’ | Marcatori |  |

| Arbitro: | Kriegelstein |

|                 |           |  |
| Krümpelmann 82’ | Marcatori |  |

| Arbitro: | Dellwing |

|                                      |           |  |
| Elser 15’ Kmiecik 59’ Kurtenbach 75’ | Marcatori |  |

## Statistiche

### Statistiche di squadra
| Competizione      | Punti | In casa | In casa | In casa | In casa | In casa | In casa | In trasferta | In trasferta | In trasferta | In trasferta | In trasferta | In trasferta | Totale | Totale | Totale | Totale | Totale | Totale | DR  |
| Competizione      | Punti | G       | V       | N       | P       | Gf      | Gs      | G            | V            | N            | P            | Gf           | Gs           | G      | V      | N      | P      | Gf     | Gs     | DR  |
| ----------------- | ----- | ------- | ------- | ------- | ------- | ------- | ------- | ------------ | ------------ | ------------ | ------------ | ------------ | ------------ | ------ | ------ | ------ | ------ | ------ | ------ | --- |
| Bundesliga        | 20    | 17      | 6       | 4       | 7       | 24      | 35      | 17           | 1            | 2            | 14           | 18           | 56           | 34     | 7      | 6      | 21     | 42     | 91     | -49 |
| Coppa di Germania | -     | 3       | 3       | 0       | 0       | 6       | 1       | 2            | 1            | 0            | 1            | 2            | 3            | 5      | 4      | 0      | 1      | 8      | 4      | +4  |
| Totale            | 20    | 20      | 9       | 4       | 7       | 30      | 36      | 19           | 2            | 2            | 15           | 20           | 59           | 39     | 11     | 6      | 22     | 50     | 95     | -45 |

### Andamento in campionato
| Giornata  | 1  | 2  | 3  | 4  | 5  | 6  | 7  | 8  | 9  | 10 | 11 | 12 | 13 | 14 | 15 | 16 | 17 | 18 | 19 | 20 | 21 | 22 | 23 | 24 | 25 | 26 | 27 | 28 | 29 | 30 | 31 | 32 | 33 | 34 |
| --------- | -- | -- | -- | -- | -- | -- | -- | -- | -- | -- | -- | -- | -- | -- | -- | -- | -- | -- | -- | -- | -- | -- | -- | -- | -- | -- | -- | -- | -- | -- | -- | -- | -- | -- |
| Luogo     | T  | C  | T  | C  | T  | C  | T  | C  | T  | C  | C  | T  | C  | T  | C  | T  | C  | C  | T  | C  | T  | C  | T  | C  | T  | C  | T  | T  | C  | T  | C  | T  | C  | T  |
| Risultato | P  | P  | P  | V  | P  | N  | P  | P  | P  | V  | P  | P  | V  | P  | N  | P  | P  | N  | P  | P  | N  | V  | P  | V  | P  | P  | V  | P  | N  | P  | P  | P  | V  | N  |
| Posizione | 18 | 18 | 18 | 14 | 16 | 17 | 17 | 18 | 18 | 17 | 18 | 18 | 18 | 17 | 17 | 18 | 18 | 17 | 18 | 18 | 17 | 17 | 17 | 17 | 17 | 17 | 16 | 16 | 17 | 16 | 17 | 18 | 17 | 17 |

Legenda:

Luogo: C = Casa; T = Trasferta. Risultato: V = Vittoria; N = Pareggio; P = Sconfitta.

### Statistiche dei giocatori
| Giocatore      | Bundesliga | Bundesliga | Bundesliga  | Bundesliga | Coppa di Germania | Coppa di Germania | Coppa di Germania | Coppa di Germania | Totale   | Totale | Totale      | Totale     |
| Giocatore      | Presenze   | Reti       | Ammonizioni | Espulsioni | Presenze          | Reti              | Ammonizioni       | Espulsioni        | Presenze | Reti   | Ammonizioni | Espulsioni |
| -------------- | ---------- | ---------- | ----------- | ---------- | ----------------- | ----------------- | ----------------- | ----------------- | -------- | ------ | ----------- | ---------- |
| S. Backhaus    | 2          | 0          | 0           | 0          | 0                 | 0                 | 0                 | 0                 | 2        | 0      | 0           | 0          |
| M. Blättel     | 28         | 2          | 8           | 1          | 4                 | 0                 | 0                 | 0                 | 32       | 2      | 8           | 1          |
| M. Bockenfeld  | 29         | 3          | 4           | 1          | 5                 | 1                 | 0                 | 0                 | 34       | 4      | 4           | 1          |
| K. Del'Haye    | 9          | 0          | 2           | 0          | 0                 | 0                 | 0                 | 0                 | 9        | 0      | 2           | 0          |
| S. Demandt     | 31         | 4          | 0           | 0          | 5                 | 0                 | 0                 | 0                 | 36       | 4      | 0           | 0          |
| R. Dusend      | 34         | 6          | 1           | 1          | 5                 | 2                 | 0                 | 0                 | 39       | 8      | 1           | 1          |
| H. Fach        | 12         | 1          | 1           | 0          | 1                 | 0                 | 0                 | 0                 | 13       | 1      | 1           | 0          |
| D. Grabotin    | 12         | 0          | 2           | 0          | 1                 | 0                 | 0                 | 0                 | 13       | 0      | 2           | 0          |
| W. Jakobs      | 9          | 0          | 2           | 0          | 3                 | 0                 | 1                 | 0                 | 12       | 0      | 3           | 0          |
| H. Jensen      | 19         | 7          | 0           | 0          | 4                 | 0                 | 0                 | 0                 | 23       | 7      | 0           | 0          |
| A. Kaiser      | 30         | 3          | 7           | 0          | 5                 | 0                 | 0                 | 0                 | 35       | 3      | 7           | 0          |
| R. Kargus      | 20         | 0          | 0           | 0          | 4                 | 0                 | 0                 | 0                 | 24       | 0      | 0           | 0          |
| A. Keim        | 22         | 1          | 2           | 0          | 2                 | 0                 | 0                 | 0                 | 24       | 1      | 2           | 0          |
| F. Kirn        | 1          | 0          | 0           | 0          | 0                 | 0                 | 0                 | 0                 | 1        | 0      | 0           | 0          |
| W. Koth        | 2          | 0          | 1           | 0          | 0                 | 0                 | 0                 | 0                 | 2        | 0      | 1           | 0          |
| A. Kremers     | 7          | 0          | 2           | 0          | 1                 | 0                 | 0                 | 0                 | 8        | 0      | 2           | 0          |
| D. Krümpelmann | 20         | 1          | 2           | 0          | 4                 | 1                 | 0                 | 0                 | 24       | 2      | 2           | 0          |
| M. Preetz      | 23         | 5          | 0           | 0          | 5                 | 3                 | 0                 | 0                 | 28       | 8      | 0           | 0          |
| J. Schmadtke   | 13         | 0          | 0           | 0          | 1                 | 0                 | 0                 | 0                 | 14       | 0      | 0           | 0          |
| D. Thomas      | 27         | 4          | 6           | 0          | 4                 | 0                 | 1                 | 0                 | 31       | 4      | 7           | 0          |
| J. Weikl       | 33         | 5          | 4           | 0          | 4                 | 1                 | 3                 | 0                 | 37       | 6      | 7           | 0          |
| R. Wójtowicz   | 27         | 0          | 4           | 0          | 3                 | 0                 | 1                 | 0                 | 30       | 0      | 5           | 0          |
| G. Zewe        | 15         | 0          | 0           | 0          | 2                 | 0                 | 0                 | 0                 | 17       | 0      | 0           | 0          |